# الجمالية (قنا)
قرية الجمالية هي إحدى القرى التابعة لمركز قوص في محافظة قنا في جمهورية مصر العربية. حسب إحصاءات سنة 2006، بلغ إجمالي السكان في الجمالية 14499 نسمة، منهم 6814 رجل و7685 امرأة.